# Almeidea albiflora
Almeidea albiflora är en vinruteväxtart som beskrevs av Bruniera & Groppo. Almeidea albiflora ingår i släktet Almeidea och familjen vinruteväxter. Inga underarter finns listade i Catalogue of Life.